# Realp
Realp (toponimo tedesco) è un comune svizzero di 145 abitanti del Canton Uri.

## Geografia fisica
Realp si trova nella valle di Orsera, ai piedi del passo della Furka.

## Monumenti e luoghi d'interesse

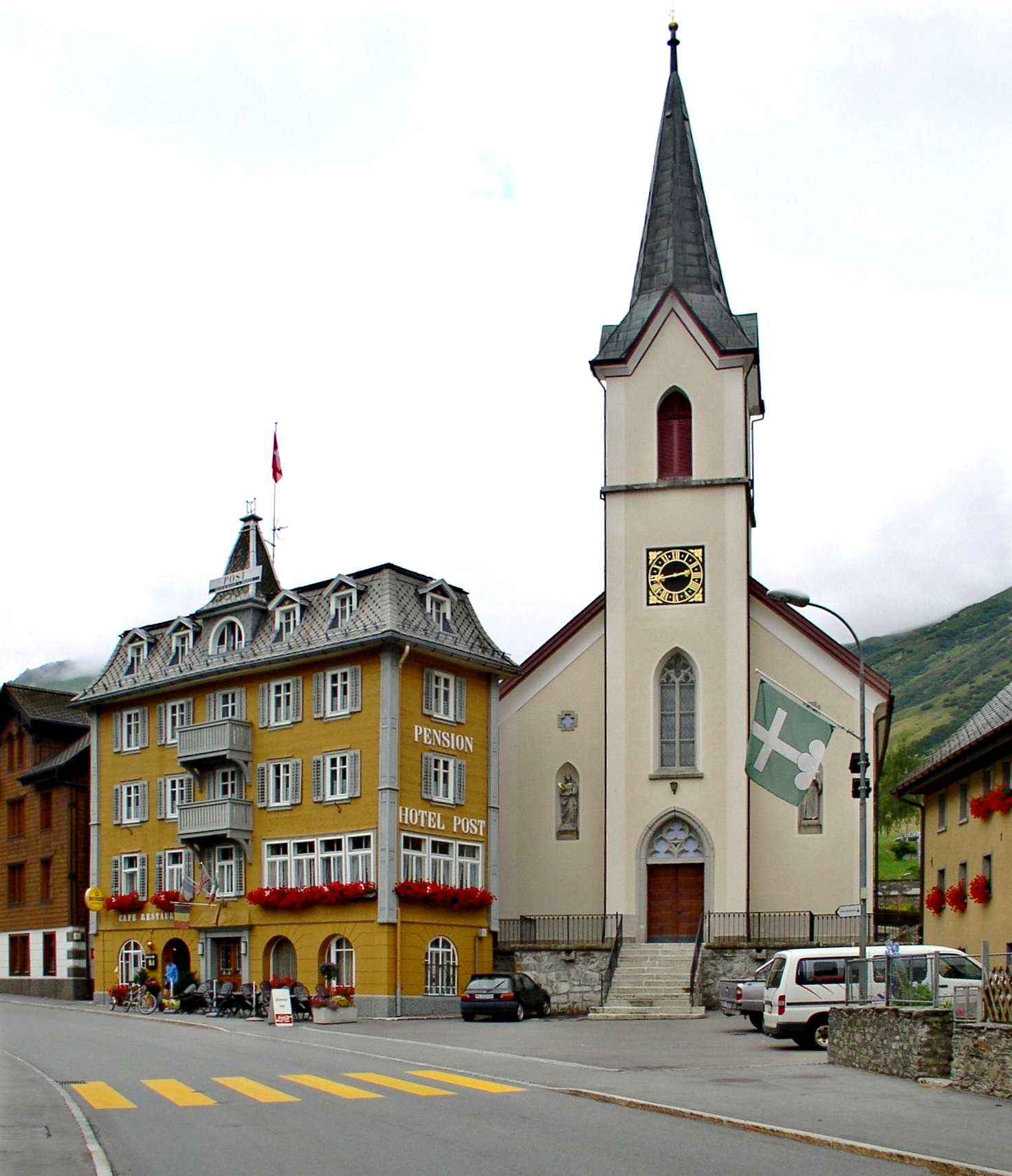
La chiesa della Santa Croce

- Chiesa parrocchiale cattolica della Santa Croce, attestata dal 1448 e ricostruita nel 1879-1880[1].

## Società

### Evoluzione demografica
L'evoluzione demografica è riportata nella seguente tabella:
Abitanti censiti

## Infrastrutture e trasporti

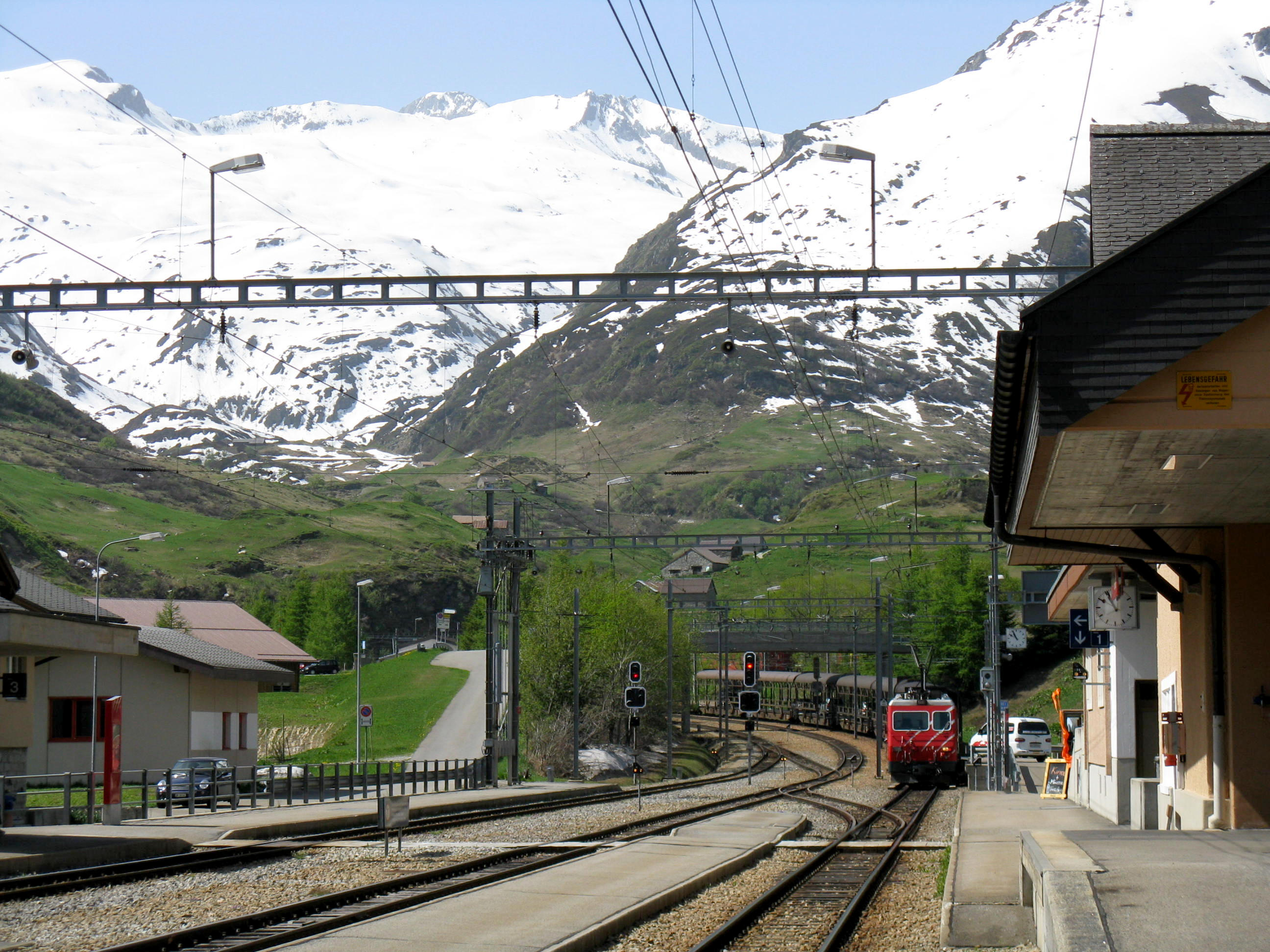
La stazione di Realp

Realp è servito dall'omonima stazione, lungo la ferrovia del Furka-Oberalp e capolinea della Dampfbahn Furka-Bergstrecke. A Realp si trovano i portali est della galleria della Furka e della galleria di base della Furka.

## Amministrazione
Ogni famiglia originaria del luogo fa parte del cosiddetto comune patriziale e ha la responsabilità della manutenzione di ogni bene ricadente all'interno dei confini del comune.

## Sport
Stazione sciistica specializzata nel biathlon, ha ospitato varie edizioni dei Campionati svizzeri della specialità.